# Fong Fei-Fei
Lin Chiu-luan, nota anche con lo pseudonimo di Fong Fei Fei (Taoyuan, 20 agosto 1953 – Hong Kong, 3 gennaio 2012), è stata una cantante taiwanese.

## Biografia
Nacque il 20 agosto 1953 a Taoyuan, nell'attuale Distretto di Daxi, insieme ai tre fratelli Lim Yu-Nung, Lim Hung-Ming e Kempis Lim, diventato quest'ultimo anche lui cantante con il nome d'arte di Fong Fei-yang. Ha iniziato a cantare all'età di 16 anni dopo aver recitato e cantato in una serie televisiva taiwanese nel 1971.
Nota anche come attrice, fu soprannominata la "Regina dei cappelli", a causa dei suoi vari copricapo, arrivando a possederne più di 600 cappelli. In un'intervista ha raccontato che, la prima volta che ha indossato un cappello sul palco, la risposta del pubblico è stata eccezionale. Da allora ha iniziato a usare i cappelli in tutte le sue esibizioni. Nel 1983 e nel 1984 ha vinto i Taiwan’s Golden Bell Awards e ha avuto molti seguaci in tutto il continente asiatico.
Sposò l'uomo d'affari di Hong Kong Zhao Hongqi nel 1980, da cui ebbe un figlio, Zhao Wen Lin, nato nel febbraio 1989. È morta il 3 gennaio 2012 all'età di 58 anni in seguito all'aggravarsi di un cancro al polmone; la notizia del suo decesso è rimasta segreta fino al 13 febbraio, ovvero dopo il capodanno cinese. È sepolta accanto al marito, morto per cause simili nel 2009.